# Пірит
Піри́т — (грец. πυρίτης λίθος, дос. «камінь кресало») мінерал, сульфід заліза, персульфід заліза координаційної будови, хімічного складу FeS2 (46,6 % Fe, 53,4 % S). Часто у піриті наявні домішки Co, Ni, As, Cu, Au, Se і інших хімічних елементів.
Синоніми: сірчаний колчедан, залізний колчедан, купоросний колчедан, камінь інкський, руда залізна печінкова.

## Походження назви
Назва «пірит» грецького походження й перекладається як «вогняний камінь», що пов'язано з властивістю піриту давати іскри при ударі.

## Опис мінералу

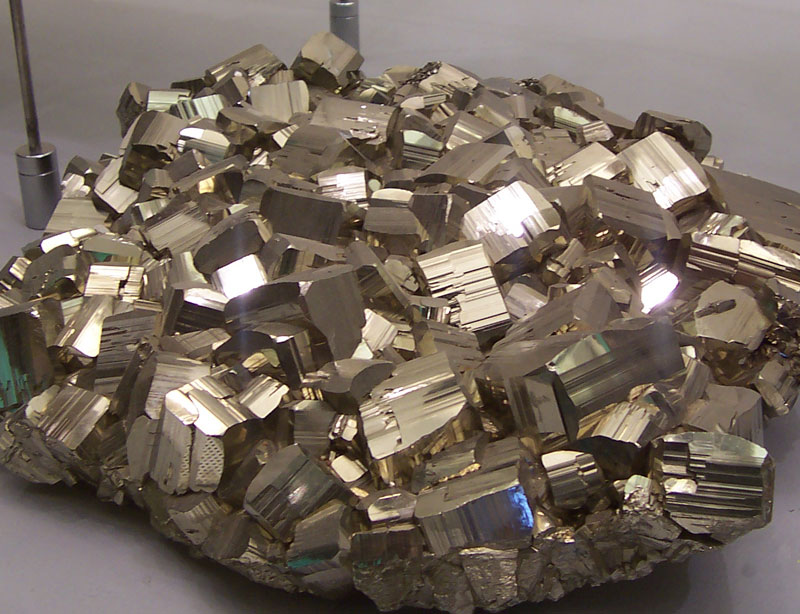
Зросток кристалів піриту

Парамагнетик, термоелектричний. Твердість за шкалою Мооса 6–6,5 (зменшується при підвищенні змісту Ni); густина 4,9–5,2 г/см³, температура плавлення 1177–1188 °C . Колір світлий, латунно-жовтий. Блиск металевий. Риса бурувата, зеленувато-чорна. Не розчиняється у воді. Деякі різновиди піриту мають детекторні властивості. Хімічна формула: FeS2. Містить (%): Fe — 46,55; S — 53,45. Домішки: Co, Au, As, Te, Se, Cr, V.
Мінерал має дидодекаедричний вид кубічної сингонії із кубічною гранецентрованою ґраткою Браве, утворюючи кубічні, пентагондодекаедрічні і рідше октаедрічні кристали. Але поширений найчастіше у вигляді суцільних зернистих мас. Утворює суцільні зернисті скупчення (колчеданні поклади), кулясті, ниркоподібні і променисто-концентричні агрегати, а також вкрапленики у різних породах. Це — один з найпоширеніших сульфідів осадових і гідротермальних родовищ. Утворюється також при магматичних і контактово-метасоматичних процесах. Окиснюючись, переходить у сульфати заліза. Кінцевий продукт цього процесу — лімоніт. Часто утворює псевдоморфози по органічних рештках, а також по різних мінералах: піротину, магнетиту, гематиту та ін.
Пірит є сировиною для одержання сірчаної кислоти, міді, цинку тощо. Він — один з головних компонентів сірчаних руд. Головне джерело отримання кобальту (Со-пірити), великою мірою — золота, селену і талію. Частково пірит використовують для отримання міді та одержання сірки. Відходи мають попит у металургійній промисловості. Здатність піриту до швидкого окиснення надає шкідливих якостей породам, що вміщують цей мінерал, при використанні їх у будівництві. Основний метод збагачення — флотація. Красиві кристали і друзи піриту — цінний колекційний матеріал.

## Формальність ступеня окислення
З точки зору неорганічної хімії, яка визначає ступінь окислювання кожного атома, формулу піриту найкраще записати як {\displaystyle ~\mathrm {Fe^{2+}[S_{2}]^{2-}} } {\displaystyle ({\stackrel {+2}{\mbox{Fe}}}{\stackrel {-1}{\mbox{S}}}_{2})}. Цей формалізм показує, що атоми сірки у піріті знаходяться в парах –S—S–. Ці одиниці персульфідів в піриті можна розглядати як отримані від персульфіда водню (хімічна формула {\displaystyle ~\mathrm {H_{2}S_{2}} }, структурна H—S—S—H). Таким чином пірит слід було б більш правильно називати персульфід заліза, а не дисульфід заліза. На відміну від цього випадку, наприклад, в молібденіті (MoS2) сірка представлена ізольованими атомами S2−. Отже, заряд молібдену дорівнює 4+: {\displaystyle {\stackrel {IV}{\mbox{Mo}}}{\stackrel {II}{\mbox{S}}}_{2}}. Мінеральний арсенопірит має хімічну (і структурну) формулу — FeAsS. У той час як у піриту 2 атома сірки: {\displaystyle ~\mathrm {S_{2}} }, арсенопірит має лише один атом, формально отриманий від депротонування H2AsSH (аналога гідроксиламіну {\displaystyle {\stackrel {-1}{\mbox{N}}}{\stackrel {}{\mbox{H}}}_{2}{\stackrel {}{\mbox{O}}}{\stackrel {}{\mbox{H}}}}). Аналіз класичного ступеня окиснення іноді рекомендують описувати, спираючись на формулу арсенопірита: {\displaystyle ~\mathrm {Fe^{3+}[As^{}S]^{3-}} }. Імовірнішою можна вважати валентну структуру {\displaystyle {\stackrel {+2}{\mbox{Fe}}}{\stackrel {-1}{\mbox{As}}}{\stackrel {-1}{\mbox{S}}}} (також як льолінгіт {\displaystyle {\stackrel {+2}{\mbox{Fe}}}{\stackrel {-1}{\mbox{As}}}_{2}}).

## Поширення

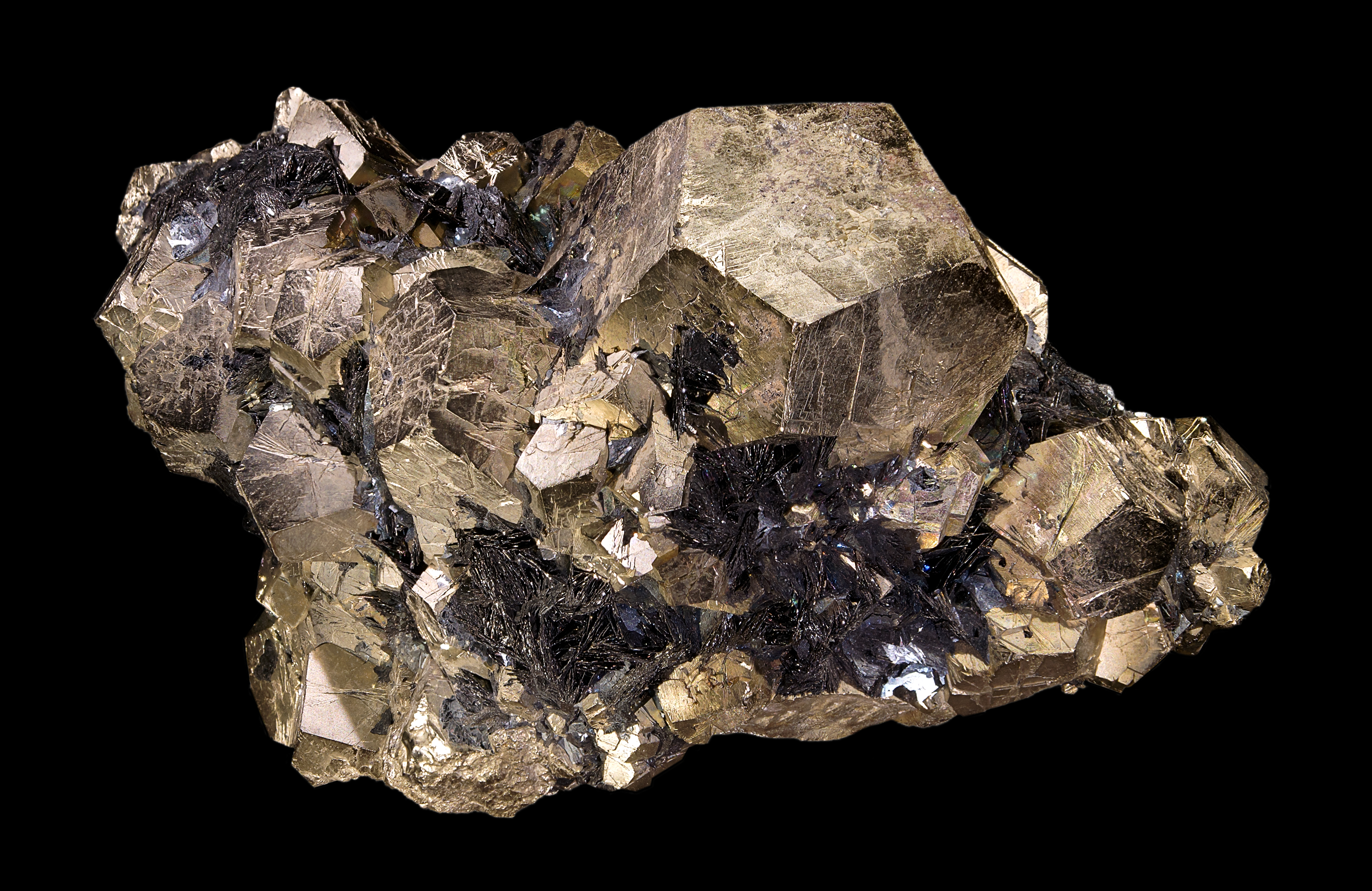
Пірит

Пірит — один з найпоширеніших в земній корі сульфідів. Великі його поклади зосереджені в родовищах гідротермального походження, колчеданових покладах, осадових і метаморфічних породах. Крім того пірит в невеликих кількостях утворюється в магматичних процесах. В осадових породах пірит утворюється в закритих морських басейнах, подібних до Чорного моря, в результаті зв'язування залізом розчиненого в осаді сірководню.
Основні знахідки:
ФРН Мегген (Вестфалія), Вальдзассен (Баварія), Раммельсберґ, Ельбінгероде (Гарц); 
США Прінс-Вільям, Луїза, Пуласкі (шт. Вірджинія);
Іспанія Хуельва, Пенья-дель-Гчерво, Санто Домінго, Тарсіс і Боргос (Ріо-Тінто); 
Норвегія Сулітельма, Рьорус і Льоккен;
Швеція Фалун;
Франція Сен-Бель (Рона);
РФ Урал, Алтай;
Казахстан;
Україна (Карпати, Донбас, УЩ);
Італія;
Кіпр;
Канада;
Японія
та в багатьох ін. країнах світу.

## Застосування
Використовували у кресалах. Лише в середині першого тисячоліття до н. е. кельти замінили пірит осталеним залізом, і в такому вигляді кресало проіснувало до винаходу сірників (1827 р.).
Завдяки властивості давати іскри при ударі, мінерал використовували в колісцевих замках перших рушниць і пістолетів (пара сталь-пірит).
Згадується в книзі Феофана Прокоповича «Про досконалі змішані неживі тіла — метали, камені та інші» (курс лекцій у Києво-Могилянській академії, 1705–1709 рр.).
Пірит є сировиною для отримання сірчаної кислоти, сірки і залізного купоросу, але останнім часом рідко використовують для цих цілей. У величезних обсягах він витягується при розробці гідротермальних родовищ міді, свинцю, цинку, олова і інших кольорових металів. Але переробка піриту в корисні компоненти зазвичай виявляється економічно невигідною, і його відправляють у відвали.

## Різновиди
Розрізняють:
- Аргентопірит
- Пірит арсено-нікелевий (хлоантит),
- Пірит бісмутистий (різновид піриту з незначним вмістом бісмуту),
- Пірит водний (марказит),
- Пірит волосистий (мілерит або марказит),
- Пірит гребінчастий (марказит гребінчастий),
- Пірит залізистий (марказит),
- Пірит залізний (зайва назва піриту),
- Пірит залізний білий (марказит),
- Пірит кобальтистий (різновид піриту, який містить до 14 % Со),
- Пірит кобальт-нікелевий (бравоїт),
- Пірит кобальтисто-нікелистий (різновид П., який містить Со і 2–3 % Ni),
- Пірит магнітний (піротин),
- Пірит манґанистий (різновид піриту, який містить до 4 % Mn),
- Пірит арсеновий або арсенистий (різновид піриту, який містить до 1,7 % As),
- Пірит арсенистий призматичний (льолінгіт),
- Пірит арсено-нікелистий (хлоантит),
- Пірит мідистий (суміш піриту з халькопіритом),
- Пірит мідний (халькопірит),
- Пірит нікелево-залізний (бравоїт),
- Пірит нікелистий (різновид піриту, який містить до 16 % Ni),
- Пірит нікель-свинцевий (маловивчений мінерал, можливо суміш блокіту, (Ni, Cu)Se2 з клаусталітом, PbSe),
- Пірит олов'яний (станін),
- Пірит печінковий (псевдоморфоза марказиту або піриту по піротину),
- Пірит списоподібний (марказит),
- Пірит стибієвий (різновид піриту, який містить Sb),
  - а також:
    - піритогеліт (від «пірит» і «гель» — мельниковіт),
    - піритоедр (кристалічна форма піриту),
    - піритоламприт (суміш арсенопіриту з льолінгітом і дискразитом, Ag3Sb).